# Tomàs Milans i Campús
Tomàs Milans i Campús  (Martorell, 1707 - Barcelona, 1761) fou un compositor català. Es formà amb el seu oncle Tomàs Milans i Godayol a la catedral de Girona i regí el magisteri de Sant Just i Pastor de Barcelona.

## Biografia
Nasqué a Martorell el 7 de març de 1707, fill de Carles Milans i Godayol. Probablement inicià els seus estudis musicals amb el seu pare, organista de Santa Maria de Martorell. Als dotze anys entrà d'escolà de cor a la catedral de Girona, sota la tutela i el mestratge del seu oncle Tomàs Milans i Godayol entre els anys 1719 i 1722. Un cop completada la seva formació seguí vinculat a la capella musical de la seu, ja que substituí el seu oncle en alguna ocasió. 
El 30 d'agost de 1733 els obrers de Sant Just i Pastor van presentar a la comunitat de preveres la nominació de Tomàs Milans i Campús perquè ocupés el magisteri de la capella de música, el mateix dia la comunitat de preveres de Sant Just i Pastor de Barcelona acceptà la nominació dels seus obrers i l'escollí com a mestre de capella de la parroquial. Tot i que va intentar accedir a altres magisteris catedralicis: al de Girona l'any 1735, en la convocatòria d'oposicions per la plaça del magisteri de capella que havia magistrat Tomàs Milans i Godayol, lliurada a Emmanuel Gònima; i al de Barcelona l'any 1737 degut a la jubilació de Francesc Valls i lliurada a Josep Pujol, Tomàs Milans i Campús fou magistrat de Sant Just i Pastor fins al final dels seus dies.
El 4 d'abril de 1759 va entregar el seu testament al notari barceloní Carles Rondó i dos anys després, el 5 de juliol de 1761 morí. El 26 d'agost de 1761, els obrers de Sant Just i Pastor reberen una carta de Joan Rosell, mestre de capella de Santa Anna de Mallorca, oferint-se per ocupar el magisteri. Els llibres de nominacions, però, no recullen cap nova nominació fins a la de Joan Nogués el 22 de juliol de 1767.

## Obres
Es conserva una obra seva a la Biblioteca Nacional de Catalunya - procedent del Fons Carreras Dagas - i tretze obres al Fons musical de l'església Parroquial de Sant Pere i Sant Pau de Canet de Mar. Selecció d'obres
- Cal tenir present que Tomàs Milans i Campús al regir l'important magisteri del a parroquial de Sant Just i Pastor i al vincular-se amb Tomàs Milans i Godayol, podria haver estat continuador de l'enriquiment del fons canetenc emprès pel seu oncle Tomàs Milans i Godayol.